# Abbaye territoriale de Tokwon

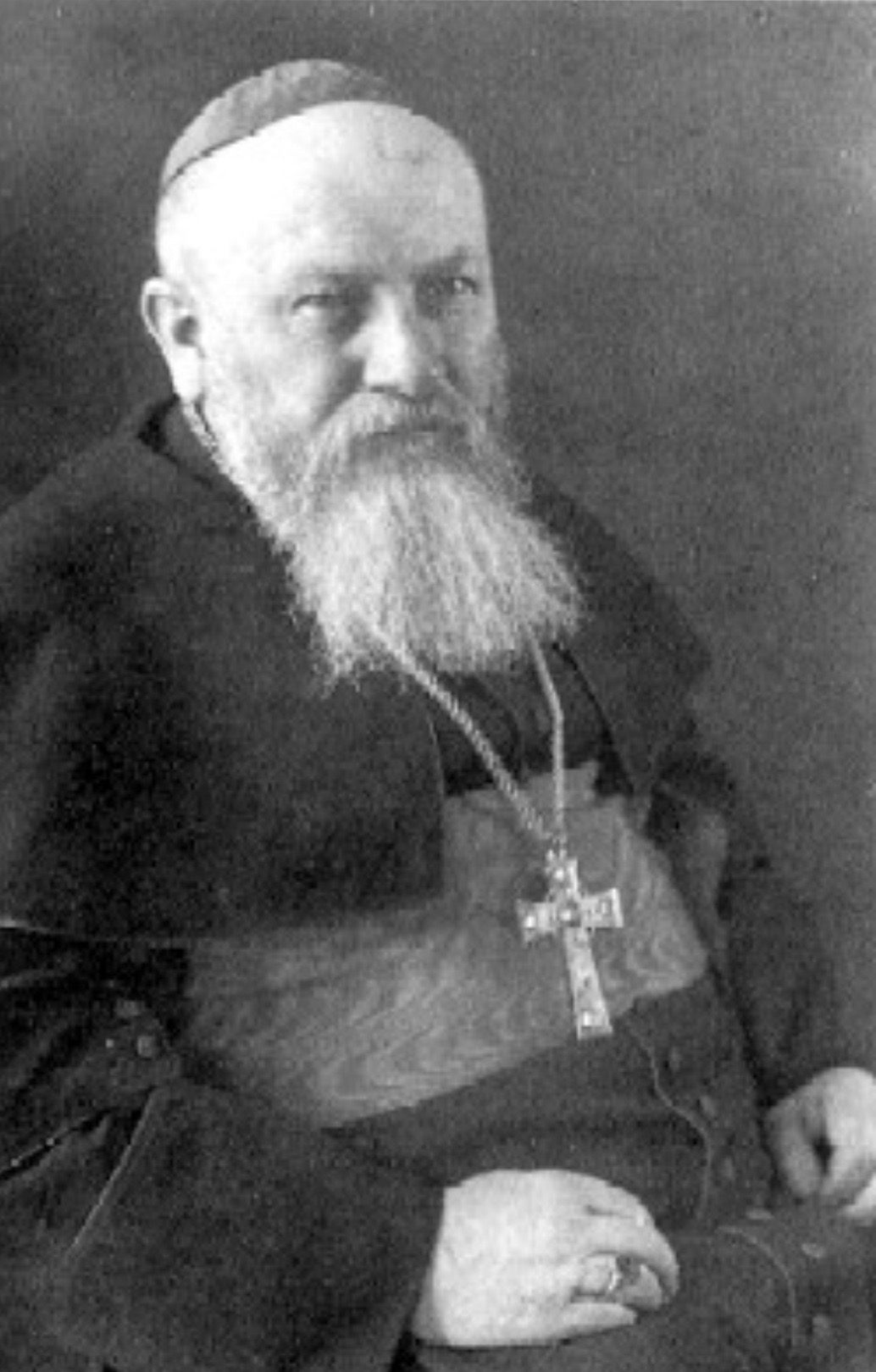
Bonifatius Sauer.

L'abbaye territoriale de Tokwon (en latin : abbatia territorialis Tokvonensis ; en coréen : 천주교 덕원자치수도원구) est une abbaye bénédictine qui se trouvait dans l'est de l'actuelle Corée du Nord à environ 6 km du port de Munchŏn dans la province de Kangwon. Elle a été en service de 1927 à 1949 et a acquis son autonomie en 1940. Emprisonnés lors de la fermeture, beaucoup de ces religieux sont morts pendant leur internement ou ont été exécutés.

## Historique

### Préliminaires
En 1909, des moines de la congrégation des bénédictins missionnaires de Sainte-Odile conduits par le père Boniface Sauer (nom coréen : Shin Sang-weon, 1877-1950), un Allemand natif d'Obertshausen en Hesse, arrivent en Corée pour aider les missionnaires français à faire progresser le catholicisme dans le pays et à fonder une école et si possible un séminaire. Cependant les débuts sont difficiles car les Japonais sont en train de s'emparer de la Corée et ne veulent pas laisser la formation des enseignants aux étrangers. Toutefois, ils parviennent à mettre en place une école professionnelle à Séoul et à obtenir le statut d'abbaye dès 1913. Après la Première Guerre mondiale, en 1920, les missionnaires de Paris (MEP) sont conduits à abandonner leur monopole dans l'administration des missions en Corée et confient le nord-est du pays ainsi que l'est de la Mandchourie aux bénédictins : Boniface Sauer est nommé vicaire apostolique de Wonsan, port en plein développement.

### Tokwon
En 1927, l'abbaye est finalement transférée de Séoul à Tokwon, aux portes de Wonsan. L'église est construite dans un style néo-roman sur le modèle de celle de l'abbaye bénédictine d'Hirsau en Forêt-Noire. Elle est longue de 59 mètres pour une largeur de 19 mètres. L'abbaye accueille aussi dans ses murs l'un des deux séminaires de Corée.
L'abbaye avait un immense territoire à gérer qui s'étendait jusqu'aux rives de l'Amour, 1 000 km plus au nord. Il ne tarda pas à être découpé : en 1928, le nord de la Mandchourie est détaché et devient la mission d'Ilan avant d'être confié en 1934 aux capucins du Tyrol. Le sud de la Mandchourie forme le vicariat apostolique de Yanji (Yenki) à partir de 1937. Finalement, à partir du 12 janvier 1940, le vicariat de Wonsan est divisé en deux : la province du Hamgyong est gérée par le vicariat apostolique d'Hamhung (en), tandis que le sud de la région reste administré par l'« abbaye territoriale de Tokwon », nouvellement fondée. Boniface Sauer reste cependant à la tête de ces deux entités.
Le séminaire de Tokwon reste le seul en activité durant la Seconde Guerre mondiale, l'autre ayant été fermé par l'administration japonaise. L'ensemble des séminaristes coréens vient alors s'installer à Tokwon. En 1944, l'abbaye regroupe 96 religieux, sert 4 paroisses, 35 stations et 5 370 fidèles.

### La fin
En août 1945, l'URSS déclare la guerre au Japon et envahit la Corée. Enfin libérés du joug des Japonais, les communistes coréens étaient hostiles à toutes influences étrangères ainsi qu'au christianisme. Réciproquement, les missionnaires n'étaient pas favorables au communisme.
Le 9 mai 1949, la police arrête d'abord un premier groupe comprenant les principaux dirigeants de l'abbaye. Ensuite, une cinquantaine de religieux dont une quinzaine de sœurs de Tutzing sont à leur tour placés en détention. Vingt-six frères coréens sont laissés en liberté, mais doivent quitter l'abbaye.
Les captifs sont d'abord menés dans des prisons de Pyongyang. Les pères Lucius Roth, Gregor Steger, Dagobert Enk, Benedictus Kim, Bernardus Kim, Martinus Kim et Laurentius Kim, ainsi que les frères Gregor Griegerich, Joseph Grahamer et Ludwig Fischer sont exécutés à Pyongyang en octobre 1950, peu avant que les troupes des Nations unies ne prennent la ville. L'abbé Sauer et le père Rupert Klingeis ne résistent pas aux conditions de détention et meurent dès le début de 1950.
Les autres missionnaires sont transférés le 25 juin et le 5 août 1949 au camp d'Oksadok (40° 46′ 02″ N, 126° 29′ 35″ E) où ils restent jusqu'en novembre 1953, après la fin de la guerre de Corée. D'octobre 1950 à janvier 1951, ils sont évacués  à Manpo d'abord dans la prison, puis après son bombardement dans un camp(voir Bombardement de la Corée du Nord). Dix-sept d'entre eux meurent à Oksadok où à Manpo à cause de la malnutrition, du froid et des brimades subies pendant leur détention. Quarante-deux prêtres et religieux allemands rescapés arrivent en Allemagne en janvier 1954.
L'église est détruite pendant la guerre. Les bâtiments de l'abbaye sont actuellement occupés par l'université agricole de Wonsan.

### Les successeurs
En remplacement, en 1952, les bénédictins ont fondé l'abbaye de Waegwan dans le sud de la Corée sous la direction du R.P. Timothée Bitterli.
Depuis, trois administrateurs apostoliques ont été nommés pour l'abbaye territoriale de Tokwon, mais ils n'ont pas pu se rendre en Corée du Nord.
- Timothée Bitterli (Lee Seong-do, 1905-1990), du 9 mai 1952 au 22 mai 1981.
- Lee Dong-ho (Placide), du 22 mai 1981 au 21 novembre 2005.
- Lee Hyeong-u (Simon-Pierre), depuis le 21 novembre 2005[5].

Les bénédictins de Sainte-Odile sont revenus s'implanter en Corée du Nord en 2005 avec l'implantation d'un hôpital à Rason,.
En 2007, une procédure de béatification a été lancée pour trente-six de ces martyrs.